# 文京区立図書館
文京区立図書館（ぶんきょうくりつとしょかん）は、東京都文京区が設立・運営する公共図書館の総称および組織名。

## 一覧
- 文京区立真砂中央図書館： 文京区本郷4-8-15
- 文京区立本郷図書館： 文京区千駄木3-2-6
- 文京区立小石川図書館： 文京区小石川5-9-20
- 文京区立本駒込図書館： 文京区本駒込4-35-15
- 文京区立水道端図書館： 文京区水道2-16-14
- 文京区立目白台図書館： 文京区関口3-17-9
- 文京区立千石図書館： 文京区千石1-25-3
- 文京区立湯島図書館： 文京区本郷3-10-18 湯島総合センター4階
- 文京区立根津図書館： 文京区根津2-20-7 不忍通りふれあい館2階
- 文京区立大塚公園みどりの図書室： 文京区大塚4-49-2 大塚公園内

## 真砂中央図書館
文京区立真砂中央図書館（ぶんきょうくりつまさごちゅうおうとしょかん）は、東京都文京区本郷4-8-15にある公共図書館で、中央図書館に位置づけられている。文京区立の中で唯一、指定管理者に委任せず、直接運営している。
2011年度の蔵書数は、一般書が151,298冊、児童書が19,505冊、絵本が11,817冊となっている。

## 本郷図書館
文京区立本郷図書館（ぶんきょうくりつほんごうとしょかん）は、東京都文京区千駄木3-2-6にある公共図書館である。
前身は、1910年（明治43年）に開設された東京市立本郷簡易図書館で、1962年（昭和37年）に「観潮楼」の跡地に「鷗外記念本郷図書館」として開設された。その後の2006年（平成18年）4月に、現在の場所に鷗外記念室と分離して図書館のみを移転した。
建物は鉄筋コンクリート造の地上2階、地下1階となっている。一般書架は主に1階と地下1階に位置し、1階には貸出返却カウンター、児童書コーナー、AV、新聞雑誌コーナーなどがあり、地下1階には読書相談カウンター、参考図書、YAコーナーなどがあり、さらに森鷗外、森茉莉、小堀杏奴などの著作や森鷗外に関する評論などを収集する「鷗外コーナー」が設けられている。
2012年度統計では蔵書数は、一般書が83,367冊、児童書が10,203冊、CDが11,611点と文京区の中では少ない部類に入る。年間貸出数は440,706冊（一般書：258,599冊、児童書：76,900冊）である。

## 小石川図書館
文京区立小石川図書館（ぶんきょうくりつこいしかわとしょかん）は、東京都文京区小石川5-9-20にある公共図書館である。
前身は、1910年（明治43年）8月に開設された小石川尋常高等小学校に設置された東京市立小石川簡易図書館である。
1923年（大正12年）9月1日に発生した関東大震災においては、被災はしなかったものの休館することとなった。その後、1928年（昭和3年）4月に窪町尋常小学校内に移転した。
第二次世界大戦中には、東京都制施行に応じて東京都立図書館に変更となった。また、1944年(昭和19年)4月より戦時休館となり、その後、1945年（昭和20年）には東京都立図書館としては閉鎖となった。
戦後、1947年（昭和22年）に文京区立窪町小学校内に文京区立小石川図書館が設立された。設立にあたっては旧月島図書館の蔵書の一部を利用した。
1951年（昭和26年）7月に木造2階建ての建物が現在地へ完成し、移転した。また、1966年（昭和41年）に建物を改築している。
2010年（平成22年）より指定管理者制度が導入されており、現在3期目で株式会社図書館流通センターが業務を受託している。
建物は鉄筋コンクリート造で、地上4階、地下1階建てである。一般書架は地上部にある。

## 本駒込図書館
文京区立本駒込図書館（ぶんきょうくりつほんこまごめとしょかん）は、東京都文京区本駒込4-35-15にある公共図書館である。
昭和49年5月に、文京区の三番目の図書館として、本駒込4丁目に開館した。それまで、当地には、赤煉瓦三階建ての都電事務所と神明町車庫があり、その跡地に、都営住宅と図書館、幼稚園、勤労福祉会館を含む施設が建設された。
隣の神明都電車庫跡公園では、都電車両が保存されている。
開放的なワンフロアの施設内には、一般閲覧席と、ゆったりとした児童コーナーがある。

民俗・民族学関係の資料は区内一のコレクションを誇り、外国語に関する資料も豊富。

## 水道端図書館
文京区立水道端図書館（ぶんきょうくりつすいどうばたとしょかん）は、東京都文京区水道2-16-14にある公共図書館である。

## 目白台図書館
文京区立目白台図書館（ぶんきょうくりつめじろだいとしょかん）は、東京都文京区関口3-17-9にある公共図書館である。

## 千石図書館
文京区立千石図書館（ぶんきょうくりつせんごくとしょかん）は、東京都文京区千石1-25-3にある公共図書館である。
昭和51年7月に小石川図書館の分館として木造の民家の建物を利用し「子どもの本」の貸出に重点を置き開館した。昭和63年には独立した地区館となり、建物の老朽化に伴って平成5年に現在の建物に改築された。
平成22年4月から、指定管理者制度が導入され、指定管理者が管理運営している。
交通の便がよく、緑に恵まれた閑静な住宅街の中に佇む本館には、開館当時から藤の木があり、平成23年度からは前庭には春の菜の花・チューリップ、夏のゆり・ひまわり、秋の黄花コスモス・クリスマスローズなどの花々・その他の山野草などを植栽している。
また地域ミュージアムや大学と連携し、各種の講演会やイベントを企画してる。

またブックポストは設置せず開館時間内にカウンターに返却が必要。

## 湯島図書館
文京区立湯島図書館（ぶんきょうくりつゆしまとしょかん）は、東京都文京区本郷3-10-18 湯島総合センター4階にある公共図書館である。

## 根津図書館
文京区立根津図書館（ぶんきょうくりつねづとしょかん）は、東京都文京区根津2-20-7 不忍通りふれあい館2階にある公共図書館である。

## 大塚公園みどりの図書室
文京区立大塚公園みどりの図書室（ぶんきょうくりつおおつかこうえんみどりのとしょしつ）は、東京都文京区大塚4-49-2 大塚公園内にある公共図書室である。

## 開館時間・休館日
開館時間
- 平日・土曜日 - 9:00 - 21:00
- 日曜日・祝日・12月29日 - 9:00 - 19:00

休館日
- 定期休館日 - 第4月曜日（第4月曜日が祝日の場合は開館し、翌日休館）
- 年末年始（12月30日-1月4日）
- 特別整理期間